# Yeshivat Har Etzion
A Yeshivat Har Etzion foi a primeira Yeshivat Hesder (yeshivá que tem um acordo com o exército israelense para intercalar tempos de estudos religiosos com o tempo de serviço obrigatório). Ela também é chamada de Yeshivat HaGush, por estar localizada no assentamento de Alon Shvut, na área chamada de Gush Etzion - ao sul de Jerusalém. Nesta Yeshivá estudam por volta de 500 alunos. 
Esta Yeshivá se caracteriza por um nível elevado de estudo de Guemará, porém sua inovação foi a dedicação ao ensino do Tanach de uma forma mais intensa - fato que em primeira instância reuniu rabinos e importantes estudiosos que se destacam no estudo desta área, e posteriormente, formar um instituto de ensino magistral na formação de professores, ao lado da yeshivá, no qual estuda uma grande porcentagem dos sionistas religiosos provenientes de quase todas as yeshivot em Israel.
A filosofia social da yeshivá é tida como relativamente liberal, como resultado da influência do Rabino Yehuda Amital (primeiro rabino chefe da yeshivá, e um de seus fundadores) e do Rabino Aharon Lichtenstein (rabino chefe que começou a atuar nos primeiros anos da yeshivá em paralelo a Amital).

## Histórico
No ano de 1968, depois da Guerra dos seis dias e da conquista da área de Gush Etzion por Israel, a reconstrução do Kibutz Kfar Etzion e o retorno das famílias que lá viveram antes da conquista desta área pela Jordânia na Guerra da independência de Israel em 1948 - deram início ao processo de assentamento judaico local.
Os líderes desta iniciativa influenciaram o Rabino Yehuda Amital a fundar uma Yeshivá em Gush Etzion. A Yeshivá começou sua atividade nos alojamentos do kibutz Kfar Etzion, porém em 1970 foi transferida para Alon Shvut com sua fundação.
Em 1971 o Amital convidou o Rabino Aharon Lichtenstein para ocupar o cargo de rabino chefe, o qual assumiu em paralelo com o Rabino Amital.
Em 1973 com o começo da Guerra do Yom Kipur, alguns alunos da Yeshivá que serviam como tanquistas caíram durante as batalhas e são lembrados anualmente nesta data durante as rezas de Yom Kipur.
Aos poucos o Amital foi se envolvendo na política do país, até que em 1988 ele virou o presidente e candidato ao Knesset (perlamento) pelo partido Meimad, que acabou ocupando uma cadeira somente nas eleições de 1992 e o cargo de ministro sem pasta em 1995.
Em 2004, ao completar 80 anos, o Amital resolveu encarregar dois outros Rabinos como rabinos chefes da yeshivá, o Rabino Baruch Guigui e o Rabino Yaakov Medan. Estes rabinos começaram a efetuar seus cargos somente em 2006, e dois anos depois Amital resolveu se afastar definitivamente do cargo, e convidar o Rabino Moshe Lichtenstein, filho do Rabino Aharon Lichtenstein, a ocupar o cargo de quarto rabino chefe. 
Em 2010 Amital morreu, e em consequência foram feitas vãrias homenagens a ele dentro e fora da yeshivá.